# Chiclayo (distrito)
Chiclayo é um distrito do Peru, departamento de Lambayeque, localizada na província de Chiclayo.
Prefeito: Marcos Antonio Gasco Arrobas (2019-2022)

## Transporte
O distrito de Chiclayo é servido pela seguinte rodovia:
- PE-1N, que liga o distrito de Aguas Verdes (Região de Tumbes - Ponte Huaquillas/Aguas Verdes (Fronteira Equador-Peru) - e a rodovia equatoriana E50 - à cidade de Lima (Província de Lima)
- PE-1M, que liga a cidade ao distrito de Pimentel
- PE-6A, que liga a cidade de Cochabamba (Região de Cajamarca) ao distrito de  Reque (Região de Lambayeque)
- LA-112, que liga a cidade ao distrito de Picsi
- LA-111, que liga a cidade ao distrito de Pitipo [1][2][3]